# Rechtsrheinischer Kölner Randkanal
Der Rechtsrheinische Kölner Randkanal ist zwölf Kilometer lang und führt unterirdisch von Bergisch Gladbach-Refrath bis Köln-Stammheim, wo er in den Rhein mündet. Er dient dem Hochwasserschutz als Entlastungskanal für die rechtsrheinischen Bäche und wird vom Zweckverband Rechtsrheinischer Kölner Randkanal, dem die Stadtentwässerungsbetriebe von Köln und das Abwasserwerk Bergisch Gladbach angehören, unterhalten. In Betrieb genommen wurde er um das Jahr 1985.